# A Frozen Flower
A Frozen Flower (en hangul, 쌍화점; romanización revisada, Ssanghwajeom) es una película surcoreana de género histórico y erótico. Fue dirigida por Yoo Ha y protagonizada por Jo In-sung, Joo Jin-mo y Song Ji-hyo. Se ubica históricamente durante la dinastía Goryeo y se basa vagamente en el reinado del rey Gongmin de Goryeo (1330–1374), pero no está estrictamente sujeta a hechos históricos. La polémica historia trata sobre los personajes y la violación del protocolo de la familia real, aunado a la búsqueda del amor.
Estrenada en Corea del Sur el 30 de diciembre de 2008 fue la sexta película más vista de ese año con 3,772,976 de entradas vendidas en ese país. En España fue estrenada en los cines en versión original subtitulada.

## Argumento
El Rey (Joo Jin-mo) de Goryeo está casado con la princesa de la Dinastía Yuan (Song Ji-hyo), pero el matrimonio no tiene hijos. Hay presión constante sobre el Rey tanto de parte del emperador de Yuan como de sus propios consejeros para darle al reino un príncipe heredero y así asegurar la continuidad de la dinastía. Su guardia real está compuesta por treinta y seis soldados jóvenes, dirigidos por el comandante Hong-rim (Jo In-sung), quién es también su amante. Incapaz de consumar su matrimonio con la Reina, el Rey finalmente decide darle a Hong-rim una misión extraña: dormir con la Reina hasta embarazarla. Ambos están incómodos ante la orden real, pero terminan por aceptar. Aun así, su relación no se detiene solo en la procreación, sino que da paso a un idilio intenso entre ambos y en esa relación íntima tan fuerte no hay sitio para el Rey. Los apasionados amantes sobrepasan su "misión oficial" y continúan encontrándose en secreto a la medianoche en la biblioteca. El Rey comienza a sospechar la infidelidad de Hong-rim y pronto obtiene evidencia a través de uno de sus guardaespaldas. Para castigarles y también para saber la profundidad de los sentimientos de Hong-rim hacia la Reina, el Rey los convoca a ambos a su habitación; allí les dice que ha decidido que la Reina continuará buscando un heredero, pero solo con otro de sus subordinados. El Rey permanece firme en su decisión, a pesar de la negativa de la Reina y Hong-rim.
En medio de su desesperación, la Reina intenta persuadir a Hong-rim para que huya con ella, pero él se niega bajo pretexto de que su vida se encuentra al servicio del Rey. Tras esto, la Reina intenta suicidarse cortándose las muñecas, pero falla. En un último esfuerzo para cambiar la mente del Rey, Hong-rim le pide a la Reina olvidarse de él, y va con el Rey para ofrecer su propia vida a cambio de perdón. El Rey lo perdona creyendo que su implicación con la Reina era puramente por lujuria y no sentimentalismo. Decide pasar por alto todo aquello y, en cambio, ordena a Hong-rim servir en la frontera durante un tiempo para aclarar su mente y resolver sus emociones. La noche anterior a la partida de Hong-rim, la sirvienta personal de la Reina le informa en secreto que desea verlo por última vez. También le informa que la Reina finalmente está embarazada. Hong-rim se escabulle fuera de la cama del Rey para encontrarse con la Reina en la biblioteca, donde acaban haciendo el amor de forma apasionada. El Rey se da cuenta de la ausencia de Hong-rim y los atrapa en flagrante delicto. Cuándo ambos amantes suplican intentando salvar cada cual la vida del otro pidiendo para sí mismos la muerte, el Rey se da cuenta del fuerte amor que existe entre ambos. En un ataque de rabia y celos, ordena que Hong-rim sea castrado y luego enviado a prisión.
La Reina ahora sabe que el Rey eliminará a todo aquel que conozca su secreto, por lo que envía a su sirvienta para advertir a los leales subordinados de Hong-rim, quienes se dirigen a liberarlo de prisión y huyen de la ciudad con él. Al saber del escape, el Rey exige a la Reina la verdad sobre el paradero de Hong-rim, pero ella se niega a contestar. En respuesta, el Rey ordena asesinar a su sirvienta de confianza y posteriormente es informado del embarazo de la Reina; entonces ordena la ejecución de todo el que conozca que él no es el padre del niño. Sólo su joven comandante, quién tomó el lugar de Hong-rim, sobrevive. Poco después, recuperado de sus heridas, Hong-rim se entera de que la Reina sigue en el palacio y no huyó, tal como sus subordinados le han dicho. Furioso, toma un caballo y cabalga hacia la ciudad, a pesar de las protestas de sus compañeros, pero entonces detiene su viaje sabiendo que sería en vano. De regreso al refugio, se encuentra con que sus hombres fueron seguidos y capturados.
En el palacio, el Rey tortura a los subordinados de Hong-rim para descubrir su paradero, pero permanecen en silencio, por lo que son ejecutados y sus cabezas son puestas en lo alto de las puertas de palacio, junto con la cabeza de la sirvienta de la Reina, la cual lleva el collar de la Reina para engañar a Hong-rim haciéndole creer que ella ha muerto, forzándolo a regresar por venganza. Cuándo Hong-rim regresa a la ciudad, enloquece de rabia por lo que ve y determina asesinar al Rey. Disfrazándose como un soldado, se escabulle en el palacio durante las celebraciones a los que han regresado de la guerra y se esconde fuera, a la espera de su posibilidad de lograr ver al Rey y matarlo. Entretanto, cuando el Rey vuelve a sus aposentos privados, se encuentra con la Reina, pero la desaira, y ordena a su comandante escoltarla a su habitación. Cuando el comandante está a punto de dejarla sola, ella le advierte que el Rey seguramente lo matará apenas la criatura nazca; entonces le dice que si el comandante asesina al Rey y su padre toma el trono, ella le garantiza su vida. El comandante reúne a sus subordinados de mayor confianza y les revela la verdad sobre el Rey, la Reina y Hong-rim. Aun así, antes de que puedan llevar a cabo el plan de la Reina, Hong-rim se dispone a ejecutar su venganza.
Ignorando a los guardias del palacio, quiénes le piden que se vaya antes de ser capturado y asesinado, pelea su camino hasta encontrar al Rey eliminando a cualquiera que se interponga. Al llegar a la habitación del Rey, Hong-rim lo confronta y le reclama que luche. Un duelo intenso se da, durante el cual Hong-rim acuchilla la pintura favorita del Rey, en la que ambos están de casería juntos. Mientras el duelo continúa, el comandante y sus hombres llegan (sus intenciones no están enteramente claras), pero el Rey les ordena no intervenir y el comandante espera por el resultado de la lucha. En el clímax del duelo, el Rey logra romper la espada de Hong-rim y le acuchilla en el hombro. Mientras Hong-rim está clavado por su espada, el Rey le pregunta una última cosa: si o no Hong-rim había sentido amor por él alguna vez; Hong-rim responde que no. Oído esto, el Rey impactado, le da a Hong-rim tiempo de atravesarlo con la mitad restante de su propia espada, matándolo. Cuando el Rey muere, Hong-rim cae a sus pies, retira la espada del Rey de su hombro y embiste contra los guardias, pero es fatalmente acuchillado por el comandante. Momentos después, la Reina llega a la escena con los guardias de su escolta, quienes intentan retenerla. Horrorizada, entre llantos llama a Hong-rim. Mientras es sacada por los guardias, Hong-rim se da cuenta de que el Rey no la había asesinado. Gira su cabeza y muere de frente al Rey. El comandante entonces declara que el Rey ha sido asesinado por un traidor y ordena a sus hombres sacar deprisa los cuerpos y no decir a nadie lo que ha sucedido.
Las escenas finales de la película muestran un flashback de cuándo el Rey le mostró al joven Hong-rim las vistas de la ciudad y le preguntó si deseaba vivir con él, a lo cual el joven Hong-rim responde "Sí". La película finaliza con la escena de ambos felizmente cazando juntos a caballo, refiriéndose al sueño del Rey plasmado en la pintura.

## Reparto
- Jo In-sung como Hong-rim.
- Joo Jin-mo como el Rey.
- Song Ji-hyo como la Reina.[11]
- Shim Ji-ho como Seung-gi.
- Lim Ju-hwan como Han-baek.
- Yeo Wook-hwan como Im-bo.
- Song Joong-ki como No-tak.
- Jang Ji-won como Bo-deok.
- Kim Choon-gi como Eunuco Hwang.
- Lee Jong-goo como Tae-sa.
- Jo Jin Woong como Señor Tae Ahn.
- Kwon Tae-won como Jo Il-moon.
- Young-goo como Gi won-hong.
- Ko En-beom como Yeon Ki-mok.
- No Min-woo como Min-woo.
- Do Ye-seong como Choi Kwan.
- Yeo Jin-goo como Hong-rim (joven).
- Lee Poong-woon como el Rey (joven).
- Seo Young-joo como joven Han-baek.
- Jung Sung-il como un guardia real.

## Producción
Según registros históricos, después de la muerte de la Reina Noguk, quien nació en Mongolia, el Rey Gongmin se dio a una vida homosexual, contratando un equipo de guardaespaldas guapos y de nacimiento noble para servir en el palacio en 1372. Cuándo uno de los guardaespaldas embarazó a la segunda esposa del Rey Gongmin este intentó matarlo para silenciar el escándalo, pero en su lugar fue él quien resultó asesinado por los amigos del guardaespaldas. Sin embargo algunos historiadores discrepan con esta versión, insistiendo en que Gongmin fue calumniado en un intento de justificar la fundación de la Dinastía Joseon, y que aquellos jóvenes eran únicamente sus guardaespaldas.
A Frozen Flower toma su título de una canción de aquella época que describe las relaciones sexuales entre hombres y mujeres. Es el quinto largometraje del director Yoo Ha, quién quiso hacer un cambio de sus trabajos anteriores para hacer una película histórica, diciendo, "siempre me sentí incómodo con el género pero sentía que tenía que intentar vencer aquellos sentimientos. Es también un reto nuevo para mí centrarme en un melodrama." También declaró que la película era una historia de amor "entre hombres."
Jo In Sung se unió desde el principio al proyecto, declinando otras ofertas, lo que le permitió realizar A Frozen Flower como su último trabajo antes de unirse al servicio militar. Eligió aparecer en la película sin saber los detalles exactos, teniendo fe en el director con quien colaboró previamente en la película de 2005 A Dirty Carnival, Jo empezó a entrenar para su personaje en agosto de 2007, aprendiendo artes marciales, esgrima, equitación y geomungo. La participación de Joo Jin-mo como el Rey fue anunciada en diciembre de 2007.
El presupuesto para A Frozen Flower fue de $10 millones, y su producción inició el 16 de abril de 2008. Fue la primera película en grabarse en el recién construido Estudio de Cine Jeonju.

## Premios y nominaciones
2009 Baeksang Arts Awards
- Mejor Actor  - Joo Jin-mo
- Nominado -  Actriz más Popular (Película) - Song Ji-hyo
- Nominado - Mejor Película

2009 Grand Bell Awards
- Mejor Dirección de Arte  - Kim Ki-chul
- Mejor Música  - Kim Jun-seok
- Nominado - Mejor iluminación - Yoon Ji-won
- nominado - Diseño de vestuario - Lee Hye-soon, Jeong Jeong-eun

2009 Blue Dragon Film Awards
- Nominado  - Mejor Cinematografía  - Choi Hyun-ki
- Nominado  - Mejor Dirección de Arte  - Kim Ki-chul
- Nominado  - Mejor iluminación - Yoon Ji-won
- Nominado - Premio Técnico - Lee Hye-soon, Jeong Jeong-eun (Diseño de vestuario)

2010 Fantasporto
- Orient Express Sección Premio Especial del Jurado  - Yoo Ha

## Internacionalmente
Los derechos de la película fueron vendidos a Japón, Alemania, Bélgica y Luxemburgo antes de que se hubiese finalizado de rodar e igualmente a otros siete países en el Mercado de Película europeo.